# Boni (Mali)
Pour les articles homonymes, voir Boni.
Boni est une ville du centre-est du Mali dans la commune de Haïré d'environ 9 000 personnes.
Ville oasis importante, dans la zone de Douentza, région de Mopti, dans ce qu'on appelle les montagnes désertiques et semi-désertiques du Hombori.
La ville de Boni est fondée par un grand chef guerrier peul de nom de Mamoudou NDOULDI DICKO.

## Histoire récente
La région subit depuis 2012 la guerre du Mali; avec une certaine activité de différents groupes, dont le Front de libération du Macina.
Boni est attaquée par les djihadistes le 13 avril 2016 ; un assaillant est tué et cinq autres sont arrêtés selon des militaires maliens, Ansar Dine revendique l'attaque et affirme avoir tué cinq soldats maliens.
Le maire de la commune est assassiné par des hommes armés le 18 janvier 2017.